# Сисюк Вадим Миколайович
Вадим Миколайович Сисюк (12 травня 1965) — український державний службовець і громадський діяч у галузі фізкультури і спорту. Заступник Голови Державної служби молоді та спорту України, член виконкому Національного олімпійського комітету України.

## Освіта
- Донецький інститут радянської торгівлі
- Національна академія державного управління при Президентові України.

## Трудова діяльність
- Перша професія — гірник шахтоуправління «Орджонікідзе» виробничого об'єднання «Макіївуголь».
- З 1990 -  начальник відділу малого виробничого об'єднання «Юнекс», заступник директора малого підприємства воїнів-інтернаціоналістів «ОКСВА», виконавчий директор  спільного українсько-польського підприємства «Семикс Юнайтед», віце-президент брокерської компанії «АМС».
- 1995-1997 – головний фахівець управління з товарів народного споживання та послуг Донецької обласної державної адміністрації, директор державного комунального малого підприємства «Прогрес».
- 1997–2002 – голова правління відкритого акціонерного товариства «Прогрес».
- 2002–2006 – помічник народного депутата України.
- 2006 – радник віце-прем'єр-міністра України.
- 2006–2007 – радник Першого віце-прем'єр-міністра України.
- 2010-2011 заступник Міністра України у справах сім’ї, молоді та спорту (розпорядження КМУ № 571-р від 22 березня 2010)
- З 2011 — заступник Голови Державної служби молоді та спорту України (Указ Президента України № 152/2011 від 26 січня 2011)

## Громадська діяльність
- член виконкому Національного олімпійського комітету України[1]
- віце-президент Федерації хокею України, забезпечує організацію роботи Федерації із центральними органами виконавчої влади. Відповідальний за національну збірну команду України. Куратор Київської, Одеської та Запорізької обласних Федерацій хокею[2]
- голова наглядової ради Професіональної хокейної ліги.

## Відзнаки
- орден «За заслуги» II, III ступеня
- Хрест пошани «Святий князь Олександр Невський»